# Madame l'Ambassadrice
Madame l'Ambassadrice è un film muto italiano del 1921 diretto da Ermanno Geymonat. È tratto dall'omonimo romanzo di Daniel Lesueur del 1907.